# Bistum Agats
Das Bistum Agats (lat.: Dioecesis Agatsensis) ist eine in Indonesien gelegene römisch-katholische Diözese mit Sitz in Agats.

## Geschichte
Papst Paul VI. gründete das Bistum Agats am 29. Mai 1969 aus Gebietsabtretungen des Erzbistums Merauke, dem es auch als Suffragandiözese unterstellt wurde.

## Bischöfe von Agats
- Alphonsus Augustus Sowada OSC (29. Mai 1969–9. Mai 2001)
- Aloysius Murwito OFM (seit 7. Juni 2002)